# Abdou Traoré (Fußballspieler, 1988)
Abdou Traoré (* 17. Januar 1988 in Bamako) ist ein malischer Fußballspieler.

## Vereinskarriere
Traoré spielte in seiner Heimat in der Jugend und 2006 in der ersten Mannschaft von CO Bamako. Im Juli 2006 holten ihn die Girondins nach Bordeaux, wo er in der B-Mannschaft in der Amateurmeisterschaft spielte. Im UEFA-Pokal 2007/08 kam der rechte Mittelfeldspieler zu seinem ersten Einsatz in der Profimannschaft; beim Match Bordeaux’ am 19. Dezember 2007 bei Panathinaikos Athen, zu dem die Franzosen mit einer „B-Elf“ angereist waren, wurde er in der 17. Minute für David Jemmali eingewechselt. Trainer Laurent Blanc fand Gefallen an dem jungen Malier und ließ ihn im neuen Jahr bei den Profis mittrainieren. Im Mai 2008 erhielt er einen Profivertrag. Traoré machte in der folgenden Saison 18 Spiele für die Blauweißen, darunter 13 in der Ligue 1 und ein weiteres im UEFA-Pokal, und wurde Französischer Fußballmeister und Ligapokalsieger. Zur Saison 2010/11 wurde er an den OGC Nizza verliehen.

## Nationalmannschaft
Traoré spielte in malischen Junioren-Nationalmannschaften, ehe er am 11. Februar 2009 bei einem 4:0-Sieg gegen Angola in der A-Nationalmannschaft debütierte.

## Erfolge
- Französischer Meister: 2009 (mit Girondins Bordeaux)
- Französischer Ligapokalsieger: 2009 (mit Girondins Bordeaux)